# Club Balonmano Puente Genil
El Club Balonmano Puente Genil, conocido por motivos de patrocinio como Ángel Ximénez Puente Genil, es un club español de balonmano de la ciudad de Puente Genil (Córdoba) España. Actualmente participa en la Liga ASOBAL.

## Plantilla 2024-25
|  | Porteros - 01 Francisco José Ramírez - 12 Álvaro de Hita - 93 Fradj Ben Tekaya Extremos izquierdos - 05 Antonio Cabello - 07 Mahamadou Keita - 20 Antonio Pineda Extremos derechos - 08 Paco Bernabéu - 10 José Cuenca - 14 Paco Andrés Medina Pívots - 06 Daniel Ramos - 21 Tiago Sousa - 44 Claudio Leandro Ramos | Laterales izquierdos - 11 Rubén Ledi - 88 Tamas Jánosi Centrales - 04 Pablo Simonet - 23 Daniel Serrano - 34 Denys Barros Laterales derechos - 13 Domingo Luis Mosquera - 15 Lucas Aizen |

### Cuerpo técnico
- Entrenador: Paco Bustos
- Ayte. Entrenador: Agustín Avilés
- Preparador Físico: Juan Jesús Leiva
- Delegado: Jesús Pérez
- Delegado: Eduardo Baena
- Fisioterapeuta: Jesús Morales